# Беспамятная собака
Беспамятная собака — «собака жадная до азартности», согласно краткому определению, приведённому в третьем томе «Энциклопедического словаря Брокгауза и Ефрона» (1891); статья о малоизвестном термине из старинного охотничьего жаргона впоследствии нередко трактовалась как шутка, розыгрыш или «энциклопедический курьёз».

## «Энциклопедический курьёз»
По одной из версий возникновения «курьёза», при создании энциклопедии к написанию статей и выполнению переводов на русский язык нередко привлекались студенты Санкт-Петербургского и Московского университетов. Оплата труда их была невысока, к тому же выплаты нередко задерживали. Студенты решили отомстить редактору (по другим версиям — заведующему конторой, метранпажу Б. М. Айзенштадту, главному редактору И. Е. Андреевскому или издателю И. А. Ефрону), восклицавшему «Ах, я собака беспамятная!» в ответ на напоминания о задерживаемой оплате. В результате этого якобы и появилась статья про «беспамятную собаку».
Журналист А. А. Вассерман в одном из своих интервью заявил о том, что эту статью (по тем же причинам) разместил в энциклопедии типографский наборщик. По утверждению Вассермана, задержки выплат имели умышленный характер, и редактор успевал пускать средства сотрудников в оборот, имея с этого некоторый доход, но своей «крылатой» фразой списывал всё на забывчивость, что в совокупности с жёсткой самокритикой («собака») позволило ему избежать судебных исков.
В пользу версии о «курьёзе» говорит скудность «Словаря» в плане описания охотничьей терминологии вообще и терминов псовой охоты в частности. Так, в ней отсутствует статья о гораздо более распространённых и знакомых охотникам норных собаках, а вместо отдельной статьи о хортых содержится отсылка к борзым; при этом отдельные подвиды охотничьих собак в энциклопедии вообще не упоминаются.

## Происхождение термина
Происхождение текста исследовал российский филолог и поэт В. В. Зельченко, пришедший к выводу о вполне серьёзном характере статьи. Известно, что автором значительного числа статей отдела «охоты и охотничьих промыслов» энциклопедии был С. В. Безобразов (1857—1936) — юрист, литератор и любитель псовой охоты. На страницах издания он стремился максимально полно отразить лексикон и профессиональный жаргон охотников того времени. В библиографии некоторых из его статей стоит ссылка на книгу охотника и известного заводчика борзых П. М. Мачеварианова (1799—1880), в которой тот пишет:

Приятно иметь собаку умную, при её резвости, но если, ко всему этому, она жадна к зверю до азартности, что охотники объясняют выражением собака беспамятная — это чистое сокровище.

Отсюда следует, что статья не является шуткой, а посвящена термину из жаргона дореволюционных охотников; при этом словосочетание жадный до означает не корыстолюбие, а страстное стремление к чему-либо. Об этом же свидетельствует наличие в ЭСБЕ других статей аналогичного содержания — например, «Бесчутая собака», — а также характерное уточнение в тексте одноимённой статьи во втором томе «Большой энциклопедии» под редакцией С. Н. Южакова: «Беспамятная собака, охотничье выражение, собака, жадная до азартности». По мнению Зельченко, такая короткая статья попала в ЭСБЕ потому, что Безобразов хотел сохранить для потомков это выражение.